# Sondalo
Sondalo là một đô thị ở tỉnh Sondrio trong vùng Lombardia của Italia, có vị trí khoảng 130 km về phía đông bắc của Milano và khoảng 40 km về phía đông bắc của Sondrio.
Sondalo giáp các đô thị: Grosio, Ponte di Legno, Valdisotto, Valfurva, Vezza d'Oglio.